# Droga krajowa B49 (Niemcy)
Droga krajowa 49 (niem. Bundesstraße 49, B 49) – niemiecka droga krajowa przebiegająca  na osi północny wschód południowy zachód od skrzyżowania z drogą B62 w Alsfeld w Hesji do granicy z Luksemburgiem koło Igel w Nadrenii-Palatynacie.
Część drogi przebiega po autostradach (ok. 51 km.)
Droga jest częściowo rozbudowana do drogi czteropasmowej o parametrach drogi ekspresowej.
Pomiędzy Koblencją a Alf droga biegnie wzdłuż rzeki Mozeli.

## Trasy europejskie
- Droga pomiędzy skrzyżowaniem z drogą B429 a węzłem Wetzlar-Ost na autostradzie A45 jest częścią trasy europejskiej E40 (ok. 7 km).
- Droga pomiędzy węzłem Wetzlar-Ost na autostradzie A45 a węzłem Limburg-Nord na autostradzie A3 jest częścią trasy europejskiej E44 (ok. 44 km).

## Miejscowości leżące przy B49

### Hesja
Alsfeld, Romrod, Schellnhausen, Ermenrod, Ruppertenrod, Flensungen, Grünberg, Lindenstruth, Reiskirchen, Gießen, Dutenhofen, Lahnau, Wetzlar, Solms, Leun, Weilburg, Merenberg, Allendorf, Heckholzhausen, Beselich, Limburg an der Lahn.

### Nadrenia-Palatynat
Montabaur, Neuhäusel, Koblenz, Dieblich, Niederfell, Oberfell, Alken, Brodenbach, Burgen, Treis-Karden, Pommern, Klotten, Cochem, Ernst, Ellenz-Poltersdorf, Nehren, Ediger-Eller, Bremm, Sankt Aldegund, Alf, Bengel, Kinderbeuern, Bausendorf, Neuerburg, Wittlich, Trier, Igel.

## Historia
Droga z Koblenz przez Montabaur do Limburga powstała w 1789 r.

## Linki zewnętrzne

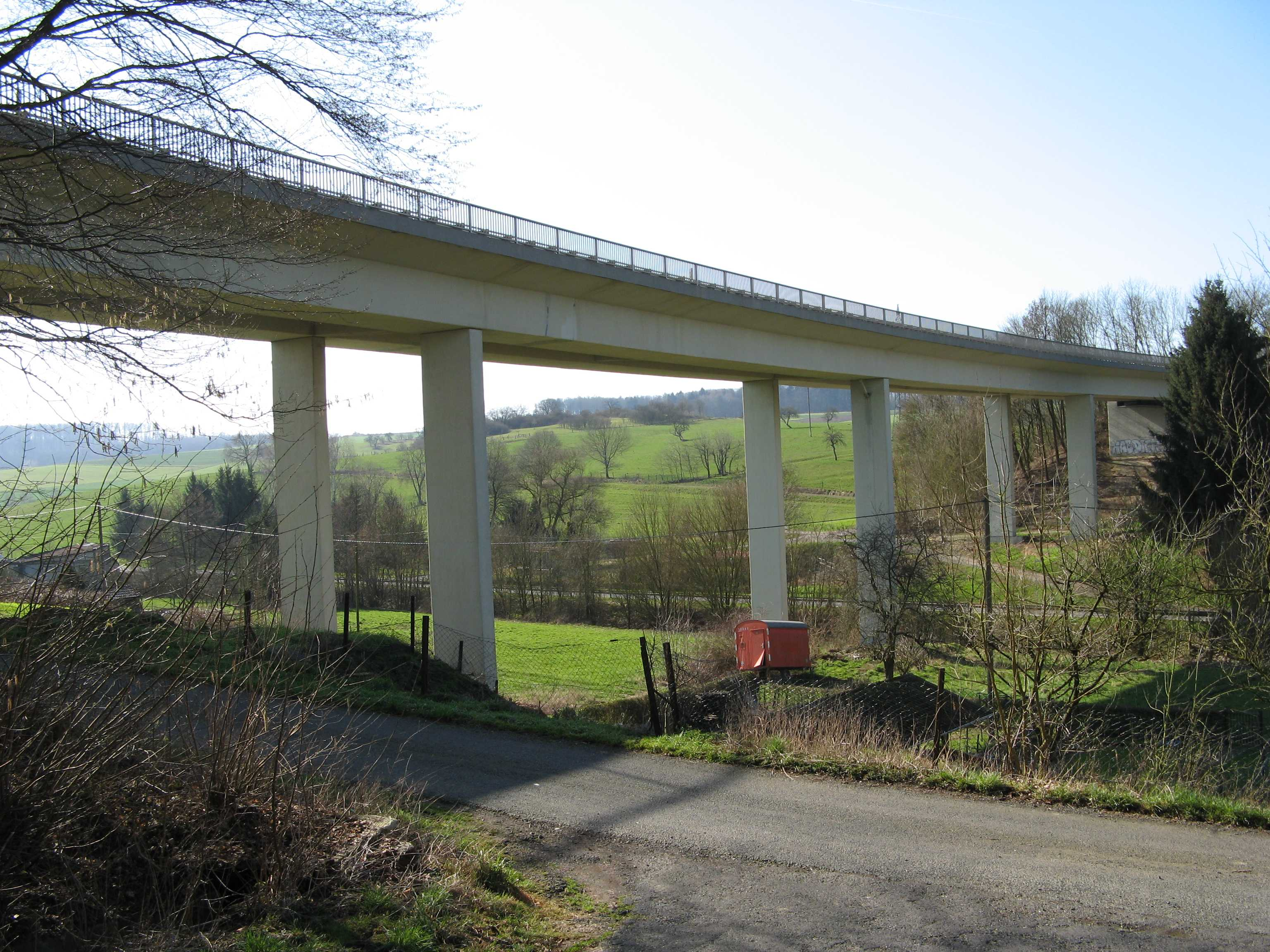
Wiadukt nad doliną Karker.